# Burgruine Rosenberg
Die Burgruine Rosenberg ist eine Ruine einer Höhenburg in der Gemeinde Berneck in Kanton St. Gallen in der Schweiz. Sie ist seit 1817 in Privatbesitz und auf der Liste, die gemäss der Haager Konvention zum Schutz von Kulturgut bei bewaffneten Konflikten, dem Bundesgesetz vom 20. Juni 2014 über den Schutz der Kulturgüter bei bewaffneten Konflikten sowie der Verordnung vom 29. Oktober 2014 über den Schutz der Kulturgüter bei bewaffneten Konflikten unter Schutz stehen. Sie gehört zum Typus der Spornburgen und ist Teil eines Anwesens mit Weingut.

## Lage
Markant gelegen auf dem Bergsporn Rosenberg in Berneck, überragte sie einst das untere Mittelrheintal und war von weit her sichtbar. An den Hängen der Südseite liegt der Rebhang Rosenberg, der dem dort angebauten Wein seinen Namen gibt (Bernecker Rosenberg). Am südlichen Fusse des Rebhangs liegt der Weiler Hinterburg, am nördlichen das Dorf Berneck und westlich auf dem Bergsporn der Weiler Husen. Zu erreichen ist die Ruine über einen heute noch erhaltenen Weg entlang des Nordhangs. Dieser beginnt im Norden von Berneck im Schossenriet bei der Littenbachbrücke. Heute ist die Nordseite bewaldet und daher die Ruine aus dieser Richtung nicht mehr direkt sichtbar.

## Geschichte

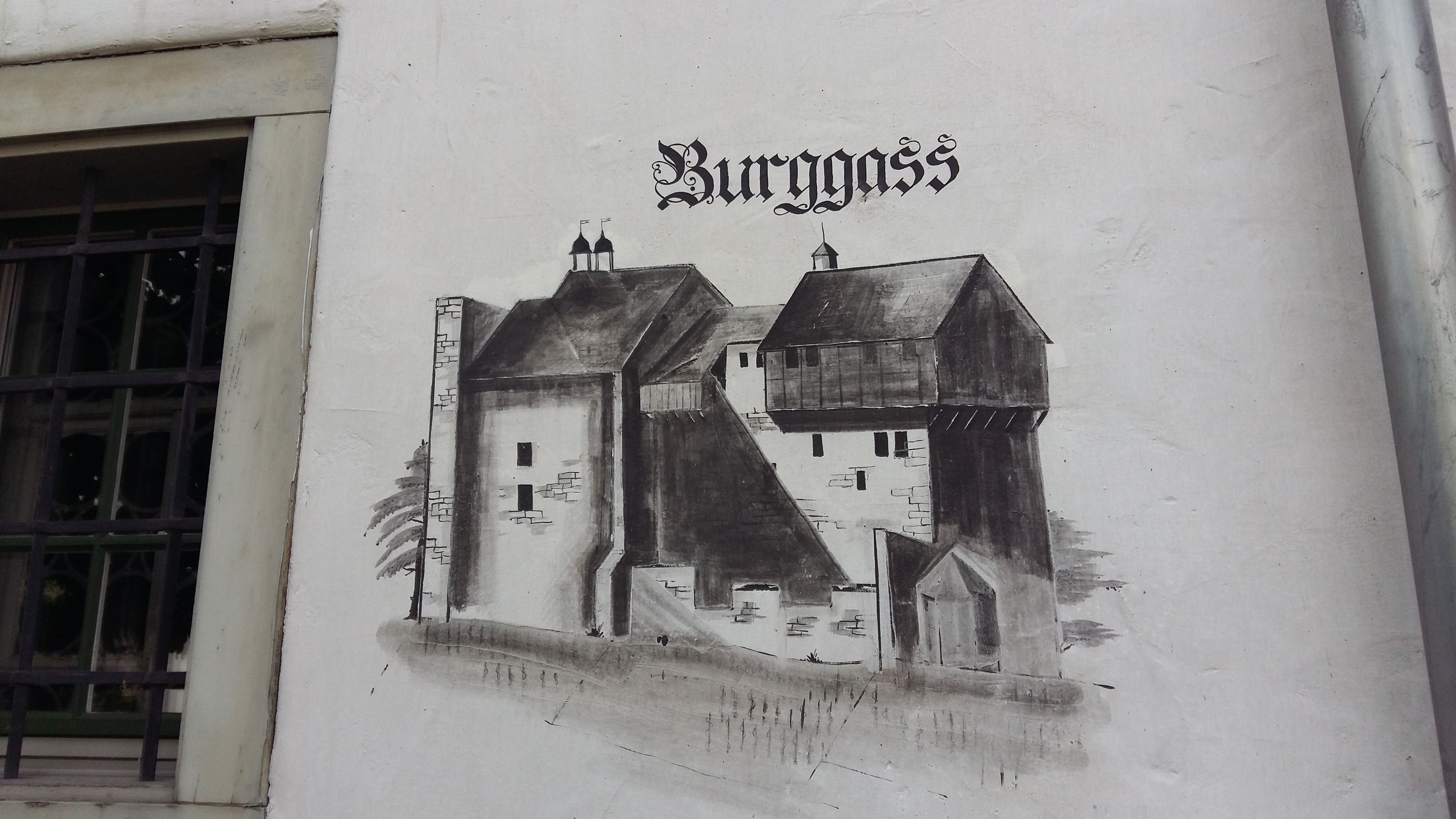
Wandmalerei am Doktorhus, entstanden zwischen dem 17. oder 18. Jahrhundert

Erbaut im 12. oder 13. Jahrhundert als Burg Bernang, wahrscheinlich von den Edlen von Bernang als ihr Stammsitz, erstmals 1210 mit einem Marquart schriftlich belegt.
1290 trat die Witwe Behem die Feste an das Kloster St. Gallen ab.
1305 wurde sie umbenannt, nach ihren neuen Besitzern, den Edlen von Rosenberg, als Burg Rosenberg.
Von 1505/1518 bis 1798 hauste der Obervogt des Klosters St. Gallen als Verwalter der Höfe von Marbach bis Höchst auf ihr. Unter der Leitung des Arztes Dr. Med. Johann Jakob Ritz kauften 19 Bernecker Bürger im Jahr 1811 die Burg zum Kaufpreis von 34550 Gulden.
1812 wurde sie von den Berneckern abgebrochen und die Steine als Baumaterial verwendet. 1817 übernahm der Sohn von Johann Ritz die prächtige Aussichtskanzel am Rosenberg. Der geschätzte Arzt, Schreiber und Ammann liess auf dem Gartenhaus das zierliche Glockentürmchen erbauen, das er mit einem Uhrwerk ausstattete. 1836 pflanzte er die heute unter Schutz stehende Silberpappel. Von der Familie Ritz wechselte das Schlössli Rosenberg, wie seither der ehemalige Treppenturm genannt wird, an den Arzt Julius Custer. Die Erben seiner Töchter veräusserten es dann im Jahr 2000 an Peter Schmid.

## Gegenwart
Die einstmals zwanzig Meter hohe und anderthalb Meter dicke Mauer an der Westseite ist in Teilen noch erhalten. Eine ursprüngliche Darstellung der Burg findet sich als Gemälde im Saal des Restaurants Braui sowie als Wandmalerei am Doktorhus in Berneck.

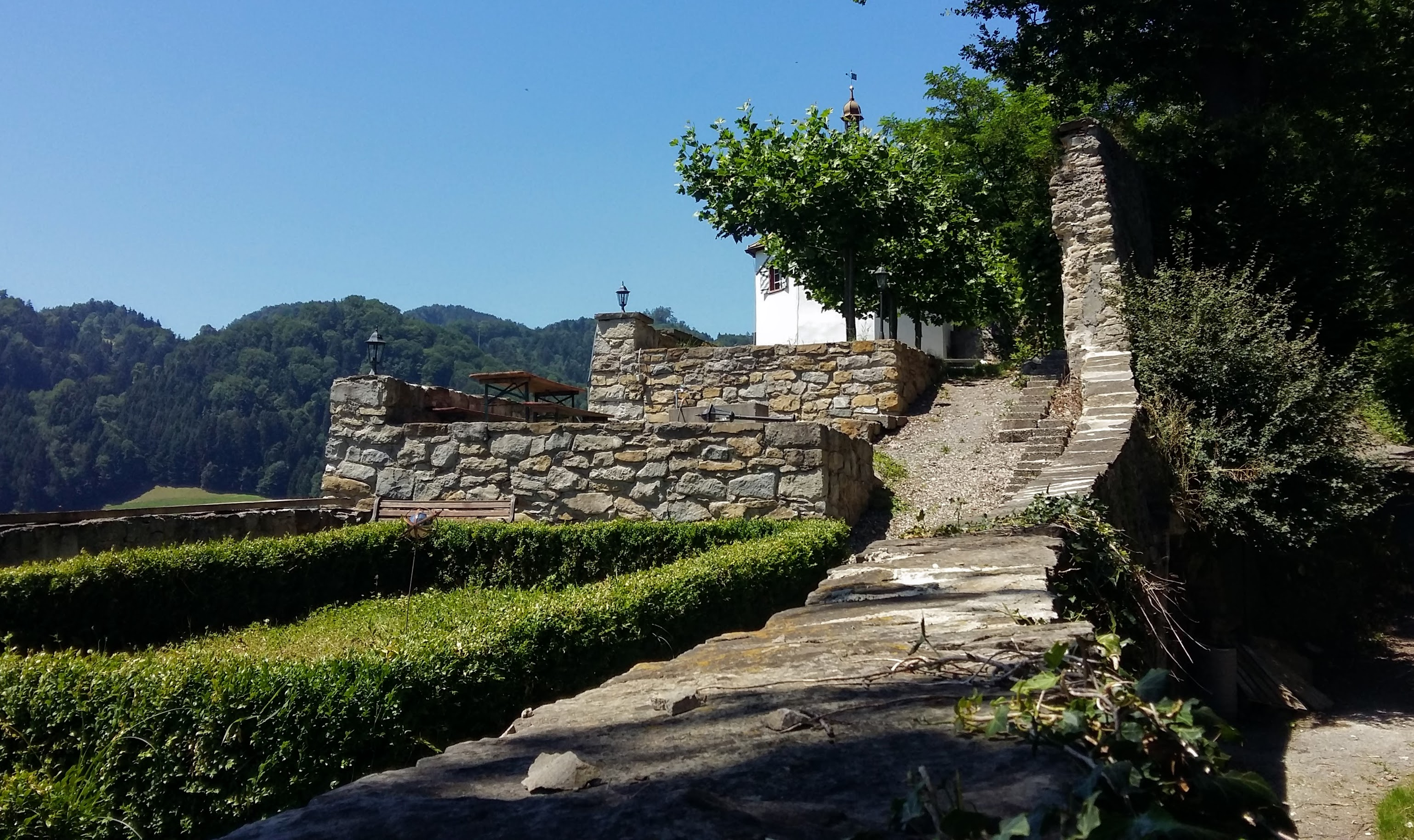
Ansicht von Osten, in der Mitte die Oberseite des erhaltenen Fundaments
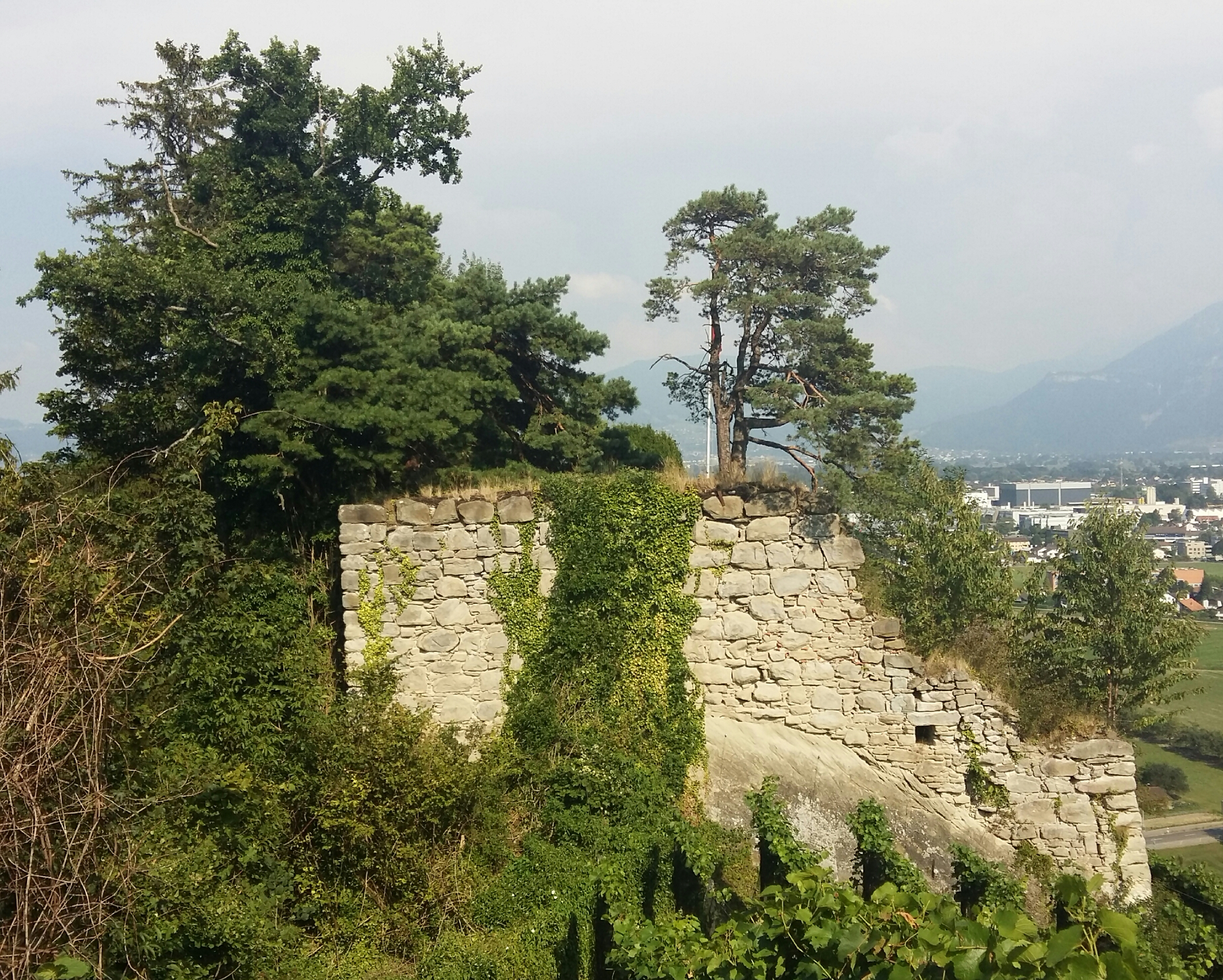
Überreste der einstigen Wehrmauer. Ansicht von Westen
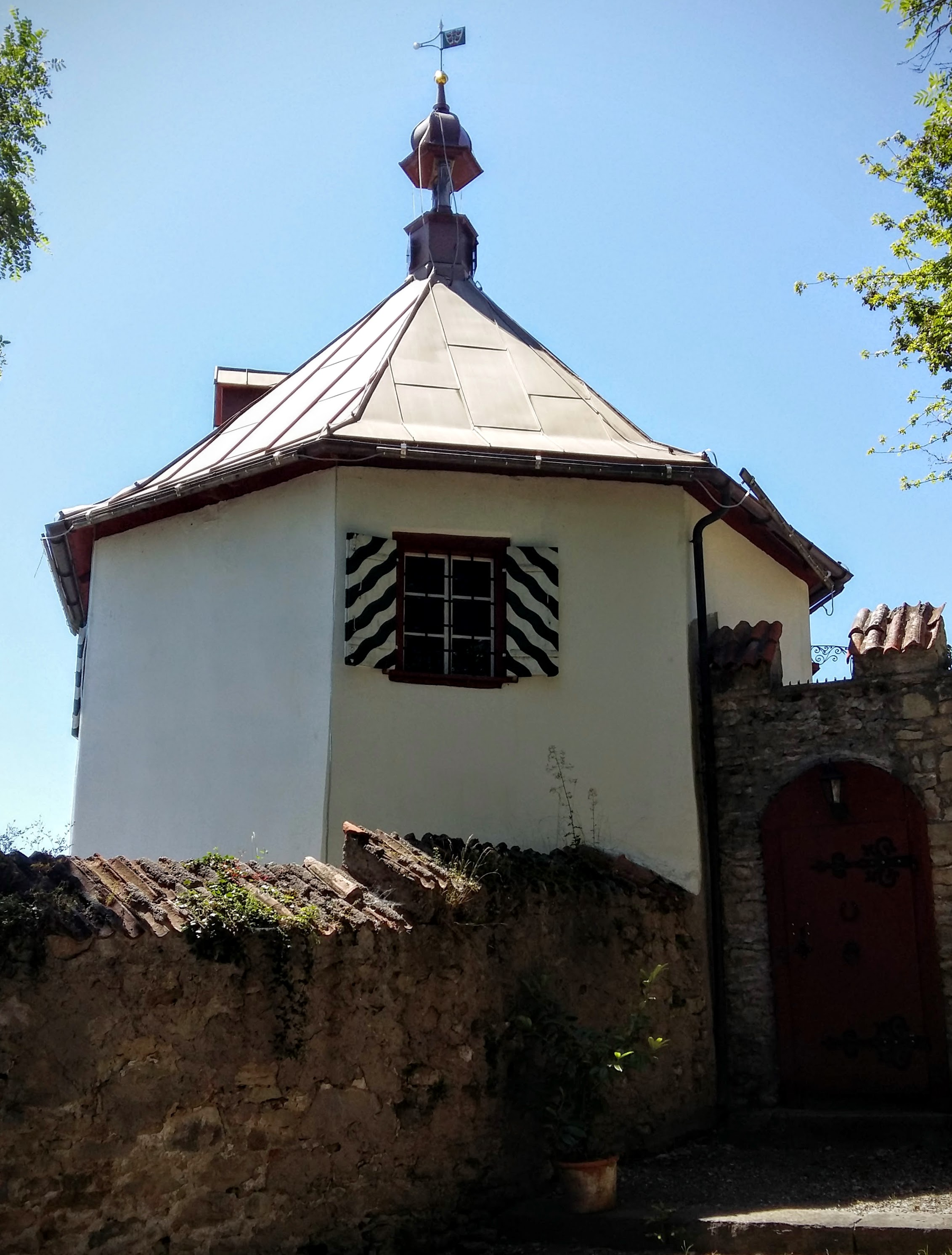
Wird als Schlösschen Rosenberg bezeichnet. Ansicht von Süden
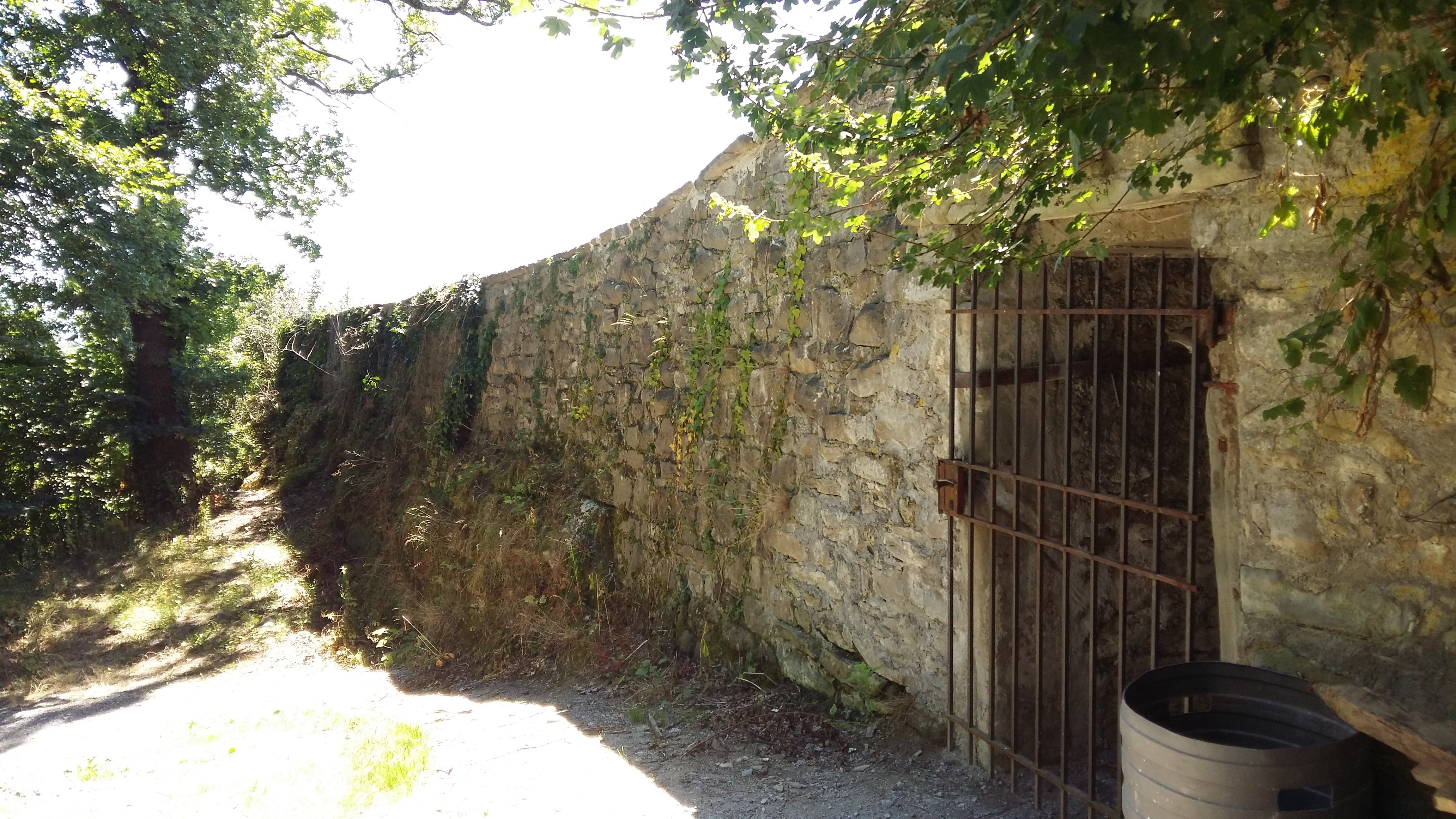
Fundament der einstmaligen Burg mit dem Durchgang zum Rebberg
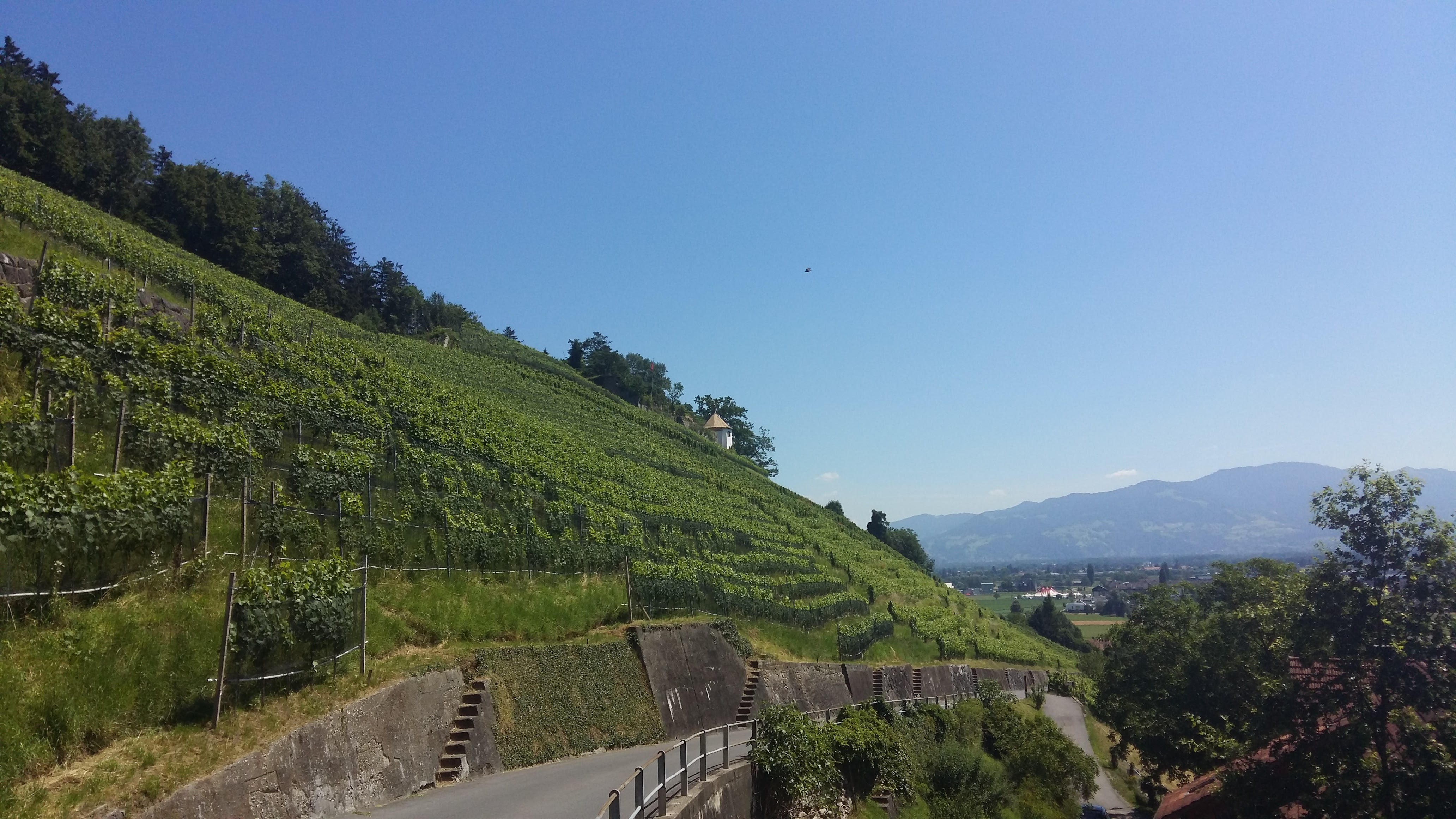
Ansicht vom Weiler Husen
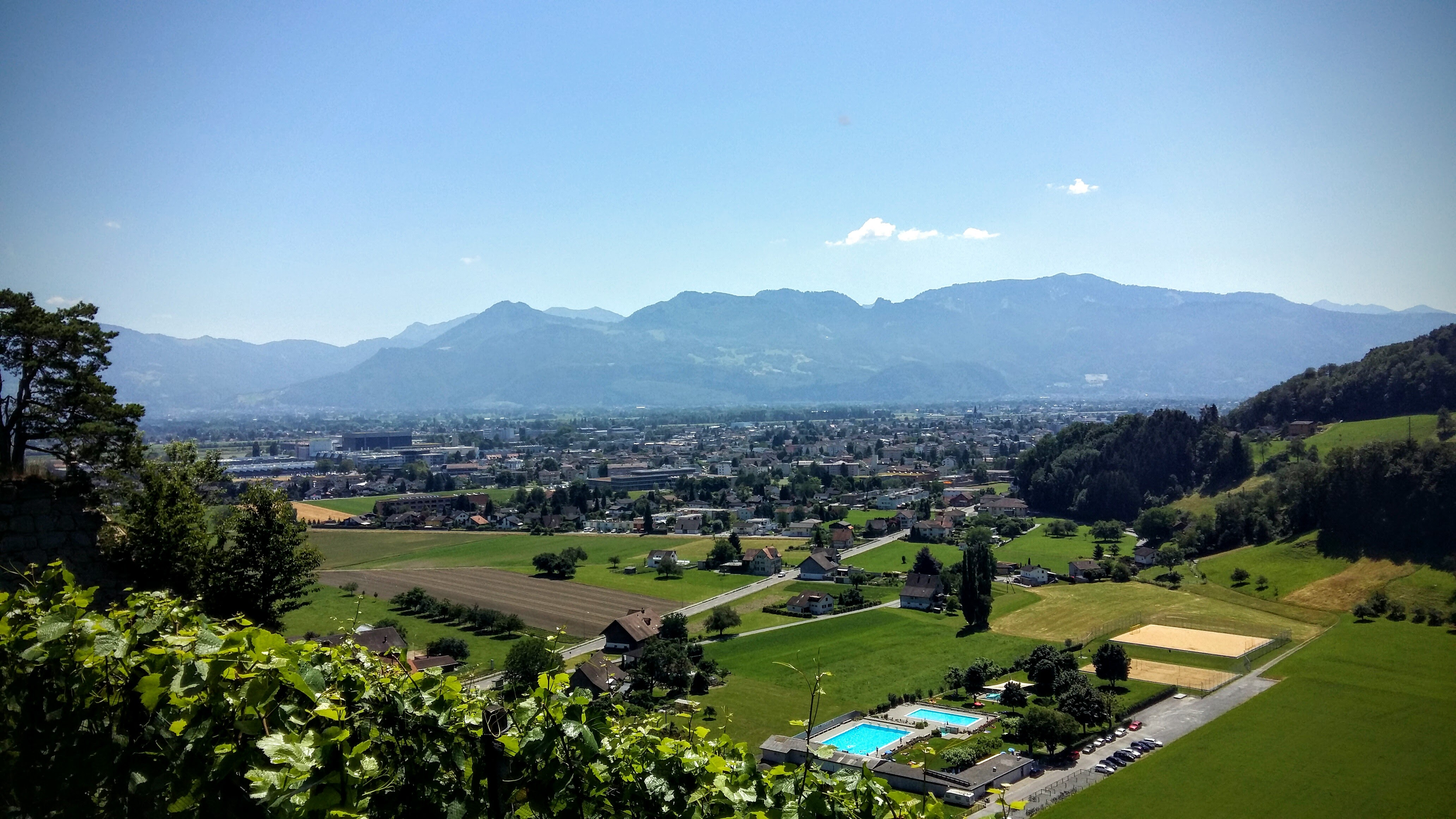
Blick von der Burg Richtung Rheintal/Vorarlberg